# Władimir Trofimienko
Władimir Trofimienko (ur. 22 marca 1953, zm. 1994) – rosyjski lekkoatleta specjalizujący się w skoku o tyczce, który reprezentował Związek Radziecki.
W 1978 zdobył złoty medal mistrzostw Europy. Dwa razy stawał na podium halowego czempionatu Starego Kontynentu. Trzeci zawodnik uniwersjady w Sofii (1977) gdzie przegrał z dwoma Polakami Władysławem Kozakiewiczem oraz Tadeuszem Ślusarskim. Reprezentant Związku Radzieckiego i czterokrotny rekordzista kraju. Rekord życiowy: 5,61 (24 czerwca 1978, Wilno). Wynik ten osiągnął podczas meczu lekkoatletycznego ZSRR-Polska-NRD.

## Osiągnięcia
| Rok  | Impreza                   | Miejsce  | Pozycja     | Wynik |
| ---- | ------------------------- | -------- | ----------- | ----- |
| 1975 | Halowe mistrzostwa Europy | Katowice | 10. miejsce | 5,20  |
| 1977 | Uniwersjada               | Sofia    | 3. miejsce  | 5,50  |
| 1978 | Halowe mistrzostwa Europy | Mediolan | 2. miejsce  | 5,40  |
| 1978 | Mistrzostwa Europy        | Praga    | 1. miejsce  | 5,55  |
| 1978 | Puchar Narodów            | Tokio    | 1. miejsce  | 5,50  |
| 1979 | Halowe mistrzostwa Europy | Wiedeń   | 3. miejsce  | 5,45  |